# Тауберт, Агнес
Агнес Мари Констанца фон Гартман (девичья фамилия Тауберт; 7 января 1844 — 8 мая 1877) — немецкая писательница и философ. Жена философа Эдуарда фон Гартмана и страстная сторонница его труда «Философия бессознательного» (1869). Под именем А. Тауберт написала две известные книги: Philosophie gegen naturwissenschaftliche Ueberhebung («Философия против чрезмерного охвата естественных наук»; 1872 год) и Der Pessimismus und seine Gegner («Пессимизм и его противники»; 1873 год). Эти работы сыграли значительную роль в интеллектуальных дебатах вокруг философского пессимизма в Германии.

## Биография
Агнес Мари Констанца Тауберт родилась 7 января 1844 года в городе Штральзунде, Королевство Пруссия. Отец, полковник артиллерии, дружил с отцом философа Эдуарда фон Гартмана. В 1872 году Тауберт вышла замуж за Эдуарда фон Гартмана в Берлине-Шарлоттенбурге и родила от него ребёнка.
Агнес Тауберт была убеждённой сторонницей работы своего мужа «Философия бессознательного» (1869) и написала под псевдонимом А. Тауберт две книги — как критикующие, так и защищающие его идеи. С ней обращались так, как будто она была мужчиной.
Работы Агнес Тауберт, Philosophie gegen naturwissenschaftliche Ueberhebung («Философия против чрезмерного охвата естественных наук»; 1872 год) и Der pessimismus und seine gegner («Пессимизм и его противники»; 1873 год), существенно повлияли на полемику о философском пессимизме в Германии. Согласно Агнес Тауберт, центральная проблема философского пессимизма —вопрос эвдемонологической ценности жизни с целью определения предпочтительности существования или небытия. Как и её муж, Агнес Тауберт утверждала, что на этот вопрос можно ответить посредством эмпирического наблюдения.
Агнес Тауберт умерла 8 мая 1877 года в Берлине. Причина смерти — приступ ревматизма суставов, который был описан как «чрезвычайно болезненный».

## Наследие
Агнес Тауберт считалась «одной из первых женщин, сыгравших видную роль в публичных интеллектуальных дебатах в Германии». Её сравнивали с Ольгой Плюмахер и Амалией Дж. Хэтауэй, двумя современными женщинами-философами, также внеслшими свой вклад в спор о философском пессимизме. Агнес Тауберт, наряду с Ольгой Плюмахер, считается забытым философом конца XIX века.
Глава об Агнес Тауберт и Ольге Плюмахер (автор Фредерик К. Бейзер) была включена в «Оксфордский справочник женщин-философов девятнадцатого века в немецкой традиции» (2024).

## Работы
- Philosophie gegen naturwissenschaftliche ueberhebung: Eine zurechtweisung des dr. med. Geo Stiebeling und seiner angeblichen widerlegung der Hartmann schen lehre vom unbewussten in der leiblichkeit :  [нем.]. — Berlin : Duncker, 1872.
- Der pessimismus und seine gegner :  [нем.]. — Berlin : Carl Duncker's verlag (C. Heymons), 1873.

## Дальнейшее чтение
- Dahlkvist, Tobias (2007). Nietzsche and the Philosophy of Pessimism (PDF) (Thesis). Uppsala University. pp. 77-79